# Nido artificiale

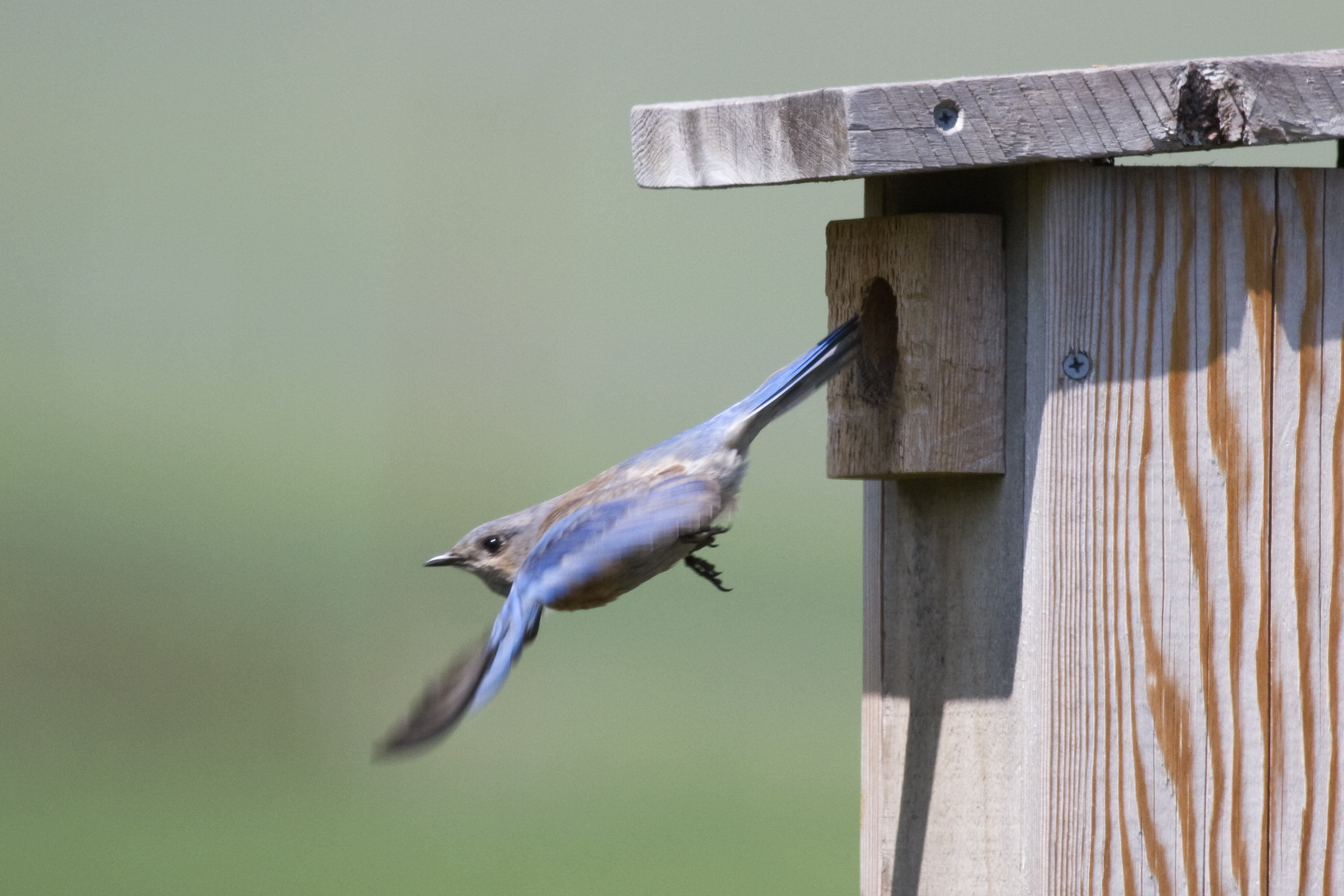
Un tordo azzurrino occidentale (Sialia mexicana) spicca il volo da una cassetta nido.

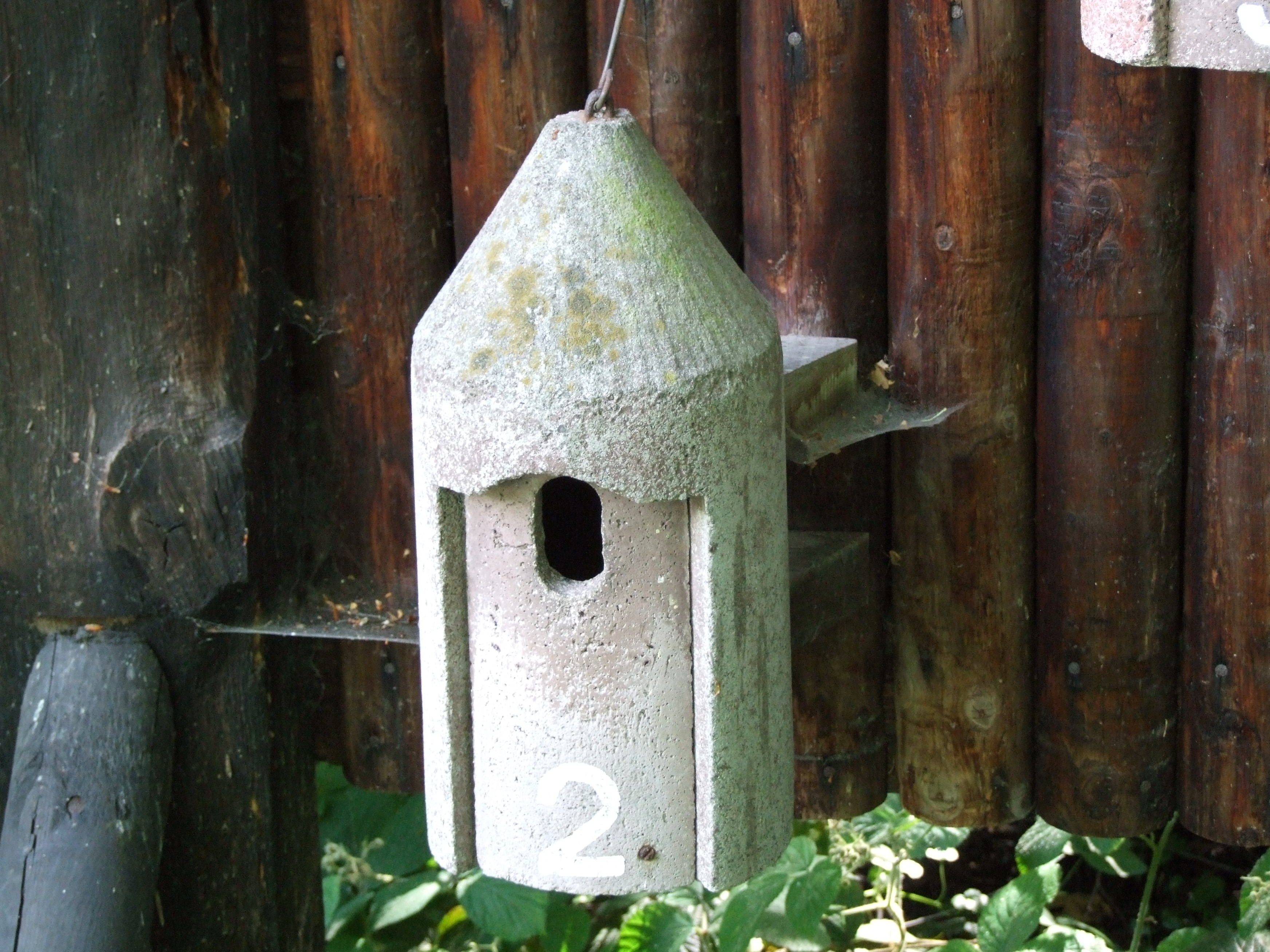
Nido in cemento, di forma cilindrica/ogivale

Il nido artificiale è un manufatto destinato a offrire ospitalità e protezione agli uccelli impegnati nella delicata fase della nidificazione e della cova, o a garantire ricovero ai pipistrelli. Solitamente in legno, il nido può essere realizzato anche con un'ampia scelta di altri materiali, come terracotta, plastiche o cemento, perfino una zucca seccata, o riutilizzando oggetti dismessi, originariamente destinati ad altre funzioni. Diverse sono anche le tipologie e le dimensioni, che dipendono dalla specie animale che i nidi saranno destinati a ospitare.
È detto anche nido a cassetta, dall'aspetto esteriore di alcune realizzazioni tipiche.
Il nido artificiale può essere acquistato già pronto, o in kit, in negozi specializzati, o dai cataloghi di associazioni di protezione della natura e dell'avifauna, come la Royal Society for the Protection of Birds, o essere oggetto di una realizzazione fai da te, anche con l'utilizzo di materiale di risulta. Esistono pubblicazioni espressamente dedicate all'argomento, tra cui è considerata di altissimo livello la guida Nestboxes. BTO Guide 3 (Tring, 1971), curata da Jim J. M. Flegg e David E. Glue, pubblicata dal British Trust for Ornithology, organizzazione britannica non profit dedicata alla salvaguardia degli uccelli.
La collocazione dei nidi, diversa a seconda della specie, può avvenire in natura, ma anche in contesti abitati, negli spazi verdi urbani, agganciati a tronchi o rami d'albero o a pali, o in situazioni ancora più artificiali, fissati a pareti e tetti di costruzioni e abitazioni, appoggiati a muri o palificazioni, ecc.

## Scopi
Varie sono le finalità sottese alla predisposizione di siti artificiali di nidificazione.

### Finalità ecologiche e naturalistiche
Tra gli scopi dei nidi artificiali vi può essere quello di sopperire alla penuria di occasioni naturali di nidificazione, particolarmente sentita in contesti urbani, ma sensibile anche in spazi aperti e campagne, a causa di fenomeni di erosione della naturalità degli habitat. In alcuni casi, si osserva che i nidi artificiali sono frequentati da uccelli, piccoli mammiferi, o rettili, come posatoio o riparo, soprattutto nei periodi più freddi.
La collocazione di nidi artificiali offre anche la possibilità di dare soddisfazione al desiderio di contatto diretto con la vita selvatica, superando le difficoltà nascenti dal comportamento elusivo dei volatili: la nidificazione in cassette permette l'osservazione ravvicinata degli uccelli, provvedendo o contribuendo alla loro nutrizione, in maniera non invasiva, senza necessità di ricorrere alle pratiche tradizionali dell'ornitofilia, che prevedono l'ingabbiamento e l'allevamento in cattività. A fini osservativi o di studio, può essere installata all'interno un'apparecchiatura di videoripresa che consente il monitoraggio della situazione. Allo scopo, esistono anche webcam wireless.

### Lotta biologica in agricoltura e igiene urbana
Oltre allo scopo naturalistico, la collocazione di nidi artificiali può servire per beneficiare dell'utilità legata alla presenza di alcuni uccelli: la frequentazione da parte di esemplari di specie insettivore (non necessariamente uccelli, com'è il caso dei pipistrelli) può essere vantaggiosa in campo agricolo, come mezzo di lotta biologica; allo stesso modo, incentivare e incrementare, con nidi artificiali, la presenza di rapaci, favorisce la lotta ai roditori; gli stessi effetti possono essere utili anche in contesti cittadini, come mezzo di lotta contro moscerini, zanzare, roditori e piccioni. In alcune città, ad esempio, è incentivata la nidificazione dei rapaci non solo per il contenimento della proliferazione dei piccioni, ma anche per ostacolarne gli assembramenti su edifici e monumenti.

## Realizzazioni

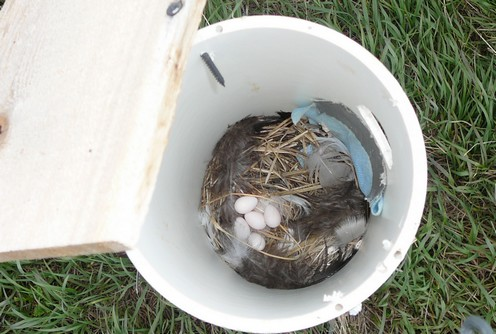
Nido in PVC con una covata di rondine arboricola

Un nido artificiale può essere realizzato in forme e materiali diversi. Tra questi ultimi spicca il legno, che si presta particolarmente per la facile ed economica disponibilità, per la versatilità, e per la facilità con cui può essere tagliato o assemblato e per le ottime qualità di isolamento termico, un motivo, quest'ultimo, che sconsiglia invece l'uso del metallo, almeno all'esterno o in situazioni di esposizione al sole, che ne potrebbero determinare l'eccessivo surriscaldamento (un'eccezione e è rappresentata dalle colonie-nido per le rondini porporine (Progne subis), che possono essere realizzati in alluminio per evitare pesi eccessivi). Possono prestarsi allo scopo anche oggetti desueti, in origine destinati ad altra funzione, come brocche o contenitori in ceramica, pentolame o altri oggetti, dopo aver adottato opportuni accorgimenti (foratura, posizionamento inclinato, ecc.) per scongiurare il pericolo di accumulo di acque di sentina.

### Finitura esterna
La superficie interna, compresa quella interna al foro, deve essere lasciata al naturale, senza alcun trattamento di verniciatura. In generale, non è richiesto che la superficie esterna sia verniciata, anche se è raccomandabile, a solo scopo protettivo, al fine allungare la durata del legno (specialmente per essenze poco durevoli come il pioppo o il pino). Risparmiando il foro d'entrata, la superficie potrà essere esteriormente trattata con un apposito prodotto per legno da esterni, come un rivestimento acrilico. Non vanno usate vernici pigmentate o, nel caso, solo tinte tenui e naturali, ad eccezione delle colonie-nido per la rondine porporina (Progne subis), che dovranno essere dipinti di bianco per evitare il surriscaldamento vista la loro esposizione in spazi completamente aperti.
Il tetto, soprattutto se orizzontale, può essere protetto dall'acqua fissandovi o inchiodandovi una copertura in lamiera, in guaina incatramata, o in altro materiale.

### Cassetta nido
Una forma tipica è quella cubico/parallelepipeda, solitamente in legno, nelle due tipologie, chiusa o aperta, a seconda degli uccelli che è destinata a ospitare: le cassette chiuse sono adatte agli uccelli silvestri, molto frequenti in ambiente suburbano o perfino urbano. Altri uccelli, come il pettirosso, il merlo e la ballerina bianca, prediligono gli spazi aperti, come ripiani o piccole cenge, e accettano solo nidi artificiali di forma aperta, prive di una o più pareti, o del tetto, o perfino ridotti a un semplice ripiano.

#### Cassetta chiusa

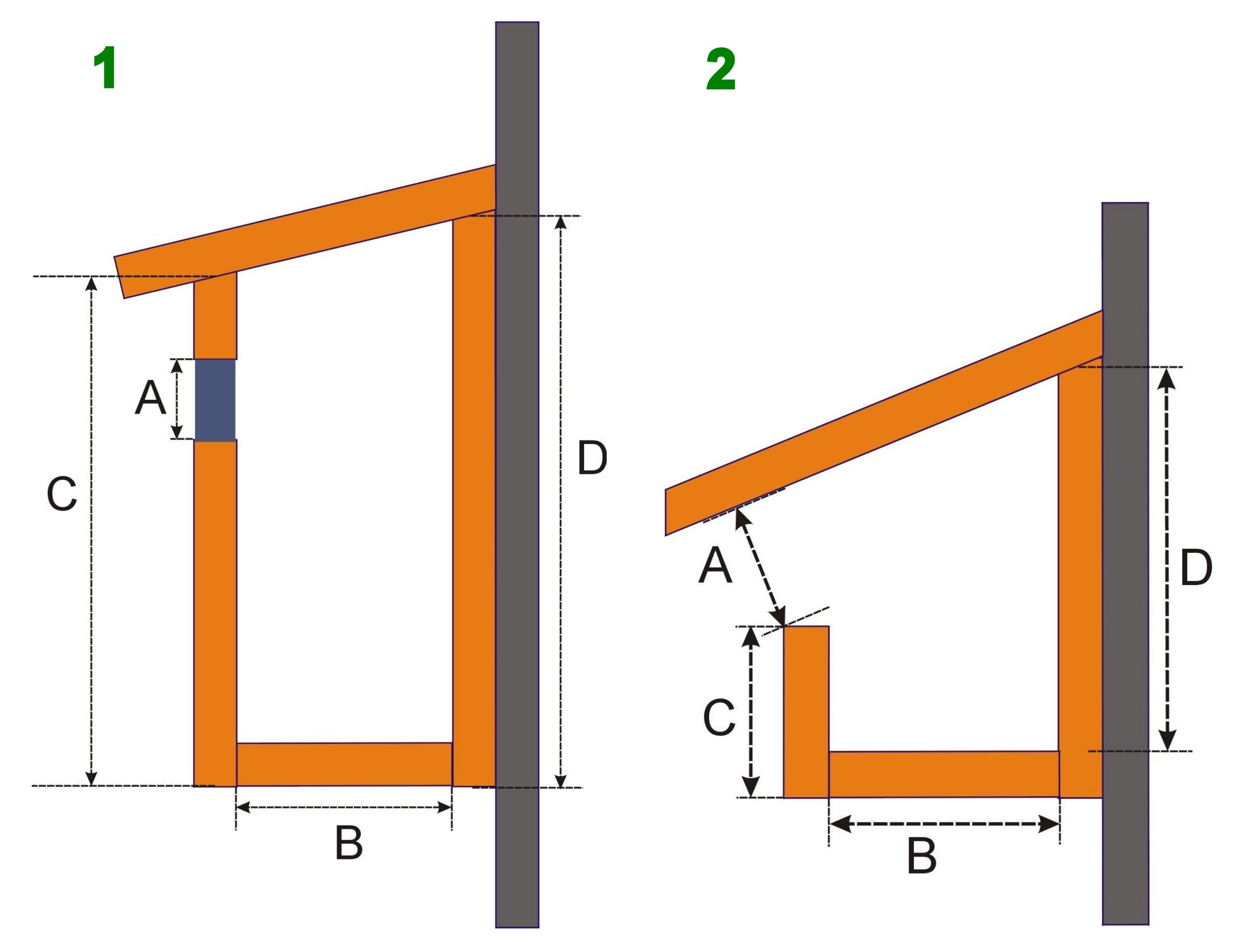
Forme di cassette chiuse e aperte, secondo i dettami dello zoologo polacco Jan Sokołowski

La casetta chiusa riproduce un tipico luogo di nidificazione silvestre, la cavità nell'albero: si tratta di un ambiente molto raro, soprattutto in città, ma che può essere difficile da trovare anche in natura, a causa dell'abbattimento di alberi vetusti o danneggiati nei boschi meno intatti. La penuria di cavità idonee fa sì che le cassette chiuse siano occupate con maggior probabilità (all'incirca il doppio) rispetto ai nidi a cassetta aperta. La forma è generalmente parallelepipeda, per semplicità di realizzazione con tavole di legno, ma può essere cilindrica o assumere altre forme quando si usino materiali diversi, come cemento, plastiche (come ad esempio, tubi in PVC), terracotta, ecc.

##### Apertura di ingresso
L'ingresso degli uccelli nidificanti avverrà attraverso un'apertura, solitamente circolare o ovale, in altri casi rettangolare, posta nella parte alta della scatola. Le dimensioni dell'apertura sono condizionate dalla specie che la cassetta è destinata a ospitare: i nidi adatti a specie silvestri sono dotati di fori abbastanza piccoli, il cui diametro si aggiri sui 28 millimetri, al fine di scoraggiare la nidificazione di uccelli più comuni e invasivi, come lo storno e il passero. Nel caso, invece, di cassette destinate ai passeri o agli storni, il diametro dovrà essere, rispettivamente, di 32 e 45 mm, ma nel caso dello storno, la cassetta dovrà avere dimensioni maggiori.
Non è necessario un trespolo in prossimità dell'entrata e nemmeno scanalature nella parte esterna: gli uccelli non ne hanno bisogno e della loro presenza potrebbero solo avvantaggiarsi eventuali predatori.
Per facilitare l'arrampicata degli uccelli verso il foro di uscita, l'interno della parete, al di sotto dell'apertura, potrà essere scabra, con presenza con incisioni profonde circa 3 millimetri (1/8 in) ricavate con la sega o con tacche o incisioni ricavate con un cacciavite.

##### Isolamento termico, drenaggio e ventilazione
Lo spessore delle pareti si aggira tipicamente sui 19 millimetri (3/4 in), un valore in grado di garantire una buona durata nel tempo e di fornire adeguata protezione dal freddo e dagli eccessivi sbalzi di temperatura. Una migliore protezione dalle intemperie si ha con un tetto spiovente, che sporga leggermente rispetto alle pareti per favorire il deflusso delle acque meteoriche. Una funzione affine assolve il foro (o i fori) spesso presenti sul pavimento, allo scopo di favorire il deflusso di infiltrazioni e di fluidi organici e agevolare la ventilazione. Allo stesso scopo, la ventilazione può essere agevolata da fori, del diametro da 6 a 8 mm (da 1/4 a 5/16 in), nella parte alta del nido, lateralmente, immediatamente sotto la sporgenza della gronda. Per scoraggiare infiltrazioni d'acqua, le giunture e i punti di contatto tra le tavole sono sigillati con mastice resistente agli agenti atmosferici o connesse tra loro senza lasciare eccessive fessure.

##### Ispezionabilità e igiene
Poiché le cassette devono poter essere riutilizzate in stagioni successive, un lato dovrà essere rimovibile per permettere ispezioni, manutenzione e pulizia: questo può avvenire attraverso il tetto, reso sollevabile con un meccanismo a cerniera, ma stabilmente bloccato in posizione chiusa con un gancetto o simili. O può trattarsi di una parete laterale basculante, imperniata in alto, orizzontalmente, con dei chiodini. La parete incernierata può essere anche quella anteriore. Queste ultime soluzioni risultano meno critiche, rispetto al tetto basculante, per quanto riguarda il pericolo di infiltrazioni di acqua piovana.

###### Pulizia e sanificazione
La pulizia dei nidi, e la sanificazione da insetti e parassiti, deve essere effettuata prima che inizi la stagione riproduttiva e deve essere ripetuta ogni volta che una nidiata si è involata, anche se la coppia adulta dà segno di voler rimanere per una seconda nidificazione. Dovrà essere rimosso tutto il materiale di nidificazione, insieme a resti di uova, uova non schiuse, nidiacei morti, ecc.
Al fine di agevolare la lotta ai parassiti, può essere d'aiuto la presenza di un bagno per uccelli con acqua pulita o di un luogo per un bagno di sabbia o di polvere.

##### Dimensioni dei nidi a cassetta chiusa
| Specie                   | Diametro apertura | Dimensioni del fondo | Altezza parete anteriore | Altezza parete posteriore | Note (i numeri di pag. si riferiscono al testo di Tony Soper)                                                                      |
| ------------------------ | ----------------- | -------------------- | ------------------------ | ------------------------- | --- |
|                          | A                 | B                    | C                        | D                         | |
| allocco                  | 23x23             | 23x23                | 52                       | 75                        | Tetto orizzontale leggermente sporgente. Il fondo, preferibilmente in lamiera ferrosa, perforato da sei buchi, coperti da trucioli |
| picchio verde e storno   | 6-7               | 13 x 13              | 30                       | 45                        | p. 99 |
| storno                   | 5                 | 23 x 23              | 35                       | 40                        | p. 121. Alternativo al nido "tipo picchio verde"                                                                                   |
| cinciallegra             | 3                 | almeno 10x10         | 16                       | 21                        | |
| codirosso                | 3-5               | almeno 10x10         | almeno 18                | 23                        | p. 115 |
| passera mattugia         | 2,8               | almeno 10x10         | almeno 18                | almeno 23                 | p. 115 |
| cinciarella, cincia mora | 2,8               | almeno 10x10         | 16                       | 21                        | |
| cincia dal ciuffo        | 2,8-3,8           | almeno 13x10         | almeno 16                | 21                        | |
| picchio muratore         | 2,8-3,8           | almeno 10x10         | almeno 16                | 21                        | |

#### Cassetta aperta
I nidi a cassetta aperta possono avere varie forme: la parete anteriore è assente o ridotta a un basso parapetto (si veda il tipo 2 in figura). Possono anche essere assenti una o più delle altre tre pareti, e perfino il tetto. Nel caso minimale, mancando pareti e tetto, il nido artificiale si riduce a un semplice vassoio o mensola.
In alcuni casi, soprattutto se di grosse dimensioni, il tetto del nido aperto può essere orizzontale.

##### Dimensioni dei nidi a cassetta aperta
| Specie                       | Altezza apertura | Dimensioni del fondo | Altezza parapetto anteriore | Altezza parete posteriore | Note (i numeri di pag. si riferiscono al testo di Tony Soper)                                                                                        |
| ---------------------------- | ---------------- | -------------------- | --------------------------- | ------------------------- | --- |
|                              | A                | B                    | C                           | D                         | |
| pettirosso, ballerina bianca | 11               | 10 x 10              | 0                           | 16                        | p. 117 e 120 (anche un semplice ripiano completamente aperto)                                                                                        |
| pigliamosche                 | 11               | 8 x 8                | 0                           | 16                        | p. 118 |
| merlo                        | 11               | 30 x 30              | 0                           | 16                        | p. 114 |
| gheppio e civetta            | 12               | 33 x 50              | 21                          | 33                        | Tetto orizzontale e sporgente. Sul parapetto C può essere fissato uno spezzone di manico di scopa per un "labbro" che agevoli la presa degli artigli |
| civetta                      | almeno 10        | 20 x 20              | 30                          | 40                        | Alternativa al nido "tipo gheppio" |

### Collocazione dei nidi

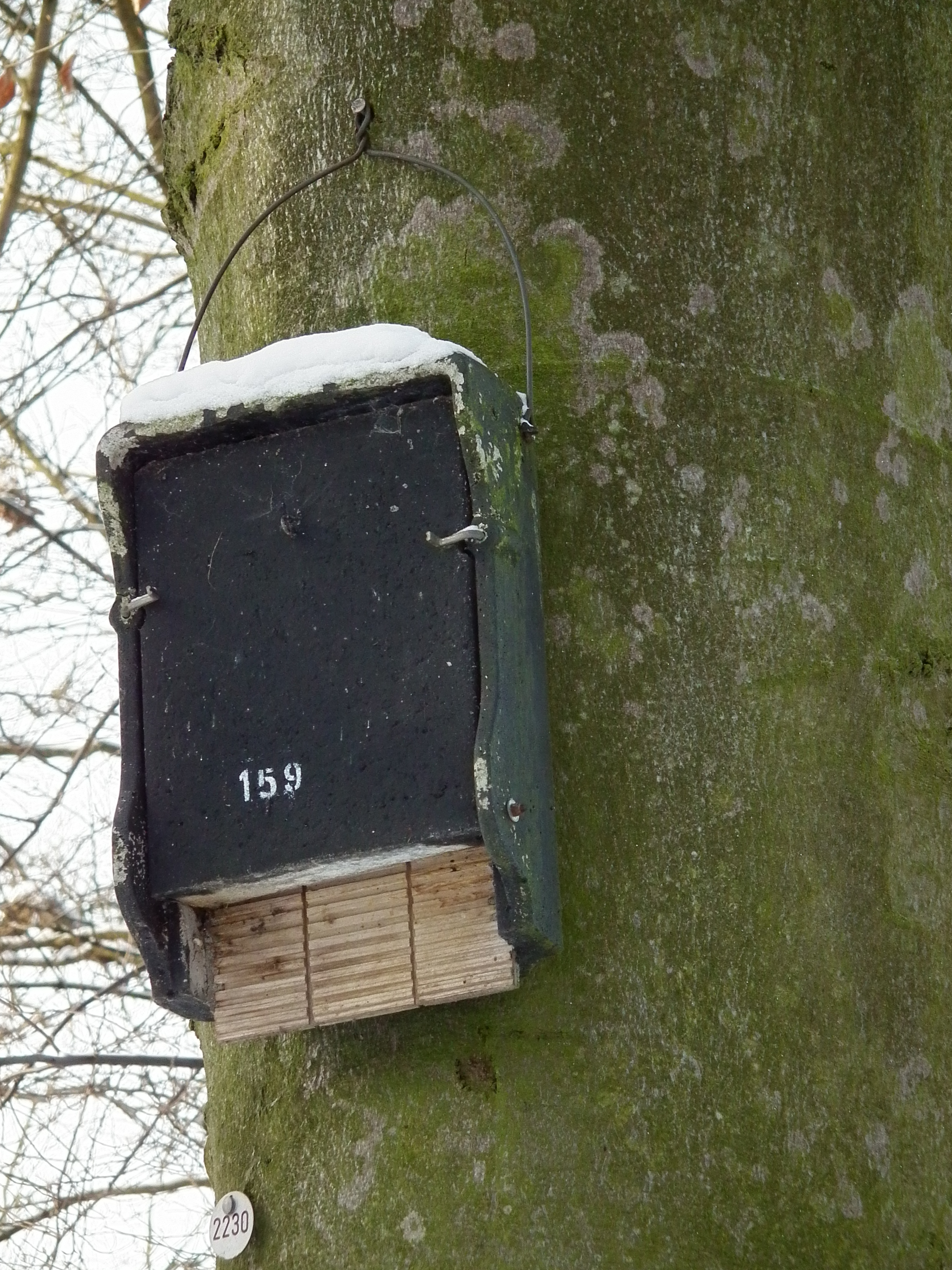
Bat-box su un albero a Schwetzingen, nel Baden-Württemberg

Le cassette nido devono essere collocate con un certo anticipo rispetto alla stagione di cova, come, ad esempio, in autunno o inverno, e comunque non oltre la fine di febbraio.
Il posizionamento deve evitare l'esposizione eccessiva e garantire riparo da forti venti: per questo è preferibile che l'apertura sia orientata in una direzione compresa tra i punti cardinali nord e sud-est, passando per est, o tra nord-est e sud-est, passando per est. Una collocazione simile può garantire, in alcune situazioni ambientali, protezione dalle piogge fredde primaverili. Inoltre, alcuni studi sembrano indicare un maggior successo per i nidi orientati verso il sorgere del sole, forse grazie al vantaggio dell'esposizione al tepore del primo sole mattutino.

## Bat-box

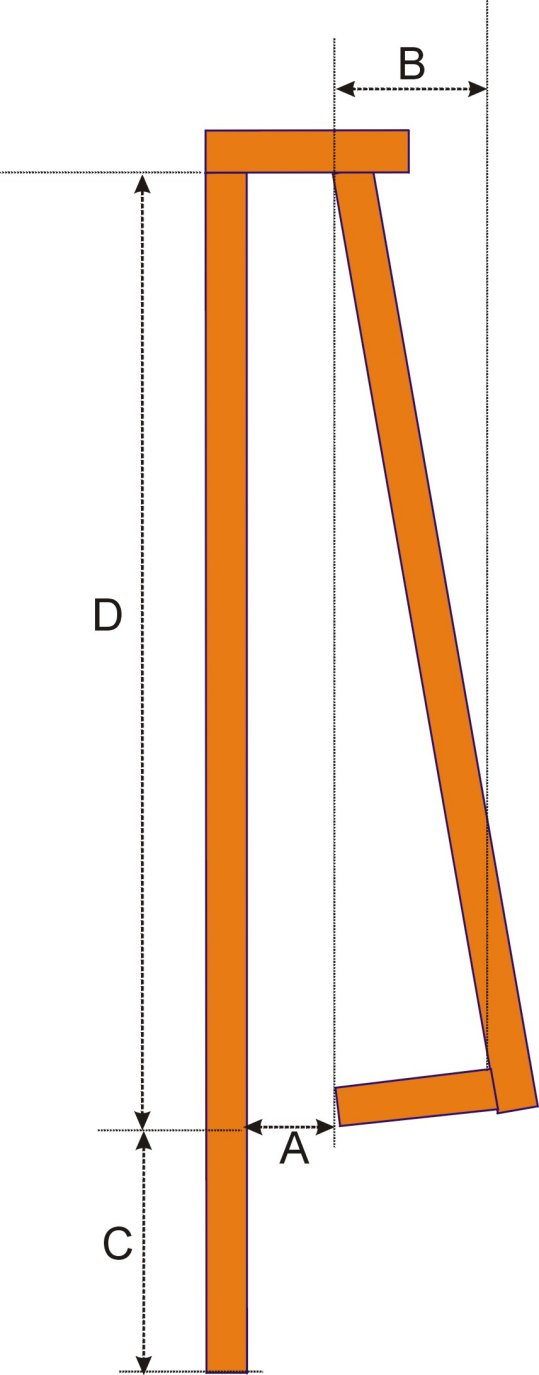
Schema generico di cassetta per pipistrelli. Le pareti potranno essere parallele (B=0). Per le dimensioni nei singoli casi, fare riferimento al testo della voce

Le bat-box si distinguono dalle casette nido per uccelli sia per le caratteristiche con cui sono realizzate, sia per la funzione che sono chiamate ad assolvere. I pipistrelli, infatti, essendo mammiferi, non conoscono nidificazione e cova: pertanto, le cassette a loro dedicate servono a garantire rifugio nelle ore in cui non sono a caccia di insetti e possono pertanto essere occupate durante tutto l'anno anziché in specifiche stagioni. Dal punto di vista costruttivo, poi, le cassette per pipistrelli, rispetto a quelle per uccelli, sono dotate di aperture solitamente molto più piccole, ubicate spesso nella parte inferiore della scatola.
Molte specie di pipistrello sono minacciate dalla pressione antropica e la predisposizione di adeguate cassette può essere d'aiuto al sostenimento di popolazioni localmente importanti per la loro funzione ecologia: i pipistrelli, infatti, sono predatori naturali di zanzare e insetti e proprio per questo, in varie parti del mondo, sono sfruttati come mezzi in grado di controllarne la proliferazione. Un singolo pipistrello può infatti mangiare da 500 a 1000 zanzare per notte così come altri insetti nocivi I rifugi per pipistrelli sono uno strumento ecocompatibile di lotta biologica alle zanzare mentre i pesticidi hanno un impatto negativo sui predatori piuttosto che sulle zanzare.

### Progetti

#### Australia
Progetti pluriennali sono stati condotti in Australia, in particolare all'interno dell'Organ Pipes National Park, con 42 posatoi artificiali realizzati secondo le indicazioni di Robert E. Stebbings, che sono arrivati a ospitare al loro interno fino a 280 esemplari. Il problema principale di questi e di altri nidi è la loro manutenzione periodica: il deterioramento del legno in cui sono costruiti, la caduta in terra, l'occupazione o l'infestazione da parte di insetti e ragni, o da parte di altri mammiferi come ratti e possum.

#### Italia
Le prime attestazioni dell'uso di rifugi per pipistrelli in Italia risalgono ai primi anni del '900, quando, durante la Bonifica dell'Agro Pontino, furono installati enormi pipistrellai, in forma di torri a tronco-piramidali come strumento di lotta biologica contro la malaria, seguendo l'esempio americano.
Un progetto di studio e sensibilizzazione per l'adozione su larga scala di cassette per pipistrelli quale sistema di controllo della proliferazione delle zanzare è stato proposto dal Museo di zoologia La Specola dell'Università di Firenze. Nel 2007 sono state distribuite gratuitamente 220 cassette. In seguito, grazie alla partnership con un gruppo italiano della grande distribuzione commerciale e con un'importante casa editrice di fumetti, è stato possibile aumentare i volumi, distribuendo i ricoveri per pipistrelli nei punti vendita del gruppo, al solo prezzo di costo. I volumi di distribuzione sono saliti così a 3.000 nel 2008, 8.000 nel 2009 e 14.000 nel 2010. Lo schema di costruzione è stato reso disponibile in rete, in modo da permettere l'autocostruzione.

### Realizzazione delle cassette per pipistrelli
Istruzioni per realizzare rifugi a base aperta destinati a ospitare piccole o grandi colonie, e siti che ne effettuano la commercializzazione, sono disponibili sulla rete internet.
Un esempio di questi contenuti pubblicati in rete è lo schema di base del progetto "BAT BOX: un pipistrello per amico", accessibile sul sito internet del Museo di storia naturale La Specola, sezione di zoologia.

#### Cassette del progetto "BAT BOX: un pipistrello per amico"
Lo schema predisposto dal Museo della Specola, nell'ambito del progetto "BAT BOX: un pipistrello per amico", è rivolto alle più comuni specie che frequentano ambienti urbani e suburbani. Esso prevede grosso modo due pareti di legno parallele, dello spessore di 1,5 cm, delle dimensioni di 36x66cm (parete posteriore) e 36x56cm (parete anteriore), separate da un'intercapedine di 2 cm, ottenuto mediante interposizione di una cornice perimetrale spessa 2 cm e larga 3 cm. La cornice è priva del lato inferiore, in modo da lasciare in basso l'apertura di ingresso dei volatili. La parete anteriore non è continua, ma ottenuta da due pezzi (36x15cm e 36x45cm) separati da una fessura orizzontale di 1 cm. È importante che i vari pezzi siano ben connessi in modo da non disperdere il calore all'interno dell'incavo, favorendo la stratificazione termica che permette agli ospiti di scegliere il microclima preferito.
Le pareti, nella parte interna, sono interamente solcate da scanalature orizzontali grezze, profonde 2 o 3 millimetri, a non più di 1 cm l'una dall'altra, che facilitano l'arrampicata e forniscono appiglio. I solchi orizzontali percorrono per quasi tutta la larghezza, lasciando liberi 3 cm per lato, in corrispondenza dei lati che vanno a congiungersi con la cornice in modo da evitare la creazione di spifferi che disturbino la stratificazione del calore all'interno.
L'apertura verso il basso semplifica la gestione delle cassette, dal momento che, a differenza nelle cassette chiuse per uccelli, queste per pipistrelli non richiedono interventi di pulizia per la rimozione di deiezioni, materiali per il nido, ecc.

#### Dimensionamento dellebat-box
| Specie                               | A | B | C  | D  | Larghezza | Note |
| ------------------------------------ | - | - | -- | -- | --------- | --- |
| Generico (specie urbane e suburbane) | 2 | 0 | 10 | 56 | 36        | Pareti parallele (B=0). La parete anteriore (56 cm) è divisa in due bande orizzontali di h= 15 (banda inferiore) e h= 40 cm (superiore), applicate sulla cornice lasciando tra le due una fessura di 1 cm. (D=56=15+1+40) |

| Specie                                   | A     | B    | C   | D     | Larghezza | Note |
| ---------------------------------------- | ----- | ---- | --- | ----- | --------- | --- |
| Generico per pipistrelli                 | 2-2,5 | 3-14 | 5-7 | 12-50 | =D        | Le superfici interne dei pannelli dovranno presentare scanalature profonde circa 2 mm, distanziate 1-1,5 cm. I pannelli possono essere paralleli (B=0) |
| Specifico per: Pipistrellus, barbastello | 2     | 0-2  | 3-5 | 12-50 | =D        | Le superfici interne dei pannelli dovranno presentare scanalature profonde circa 2 mm, distanziate 1-1,5 cm. I pannelli possono essere paralleli (B=0) |

## Colombare

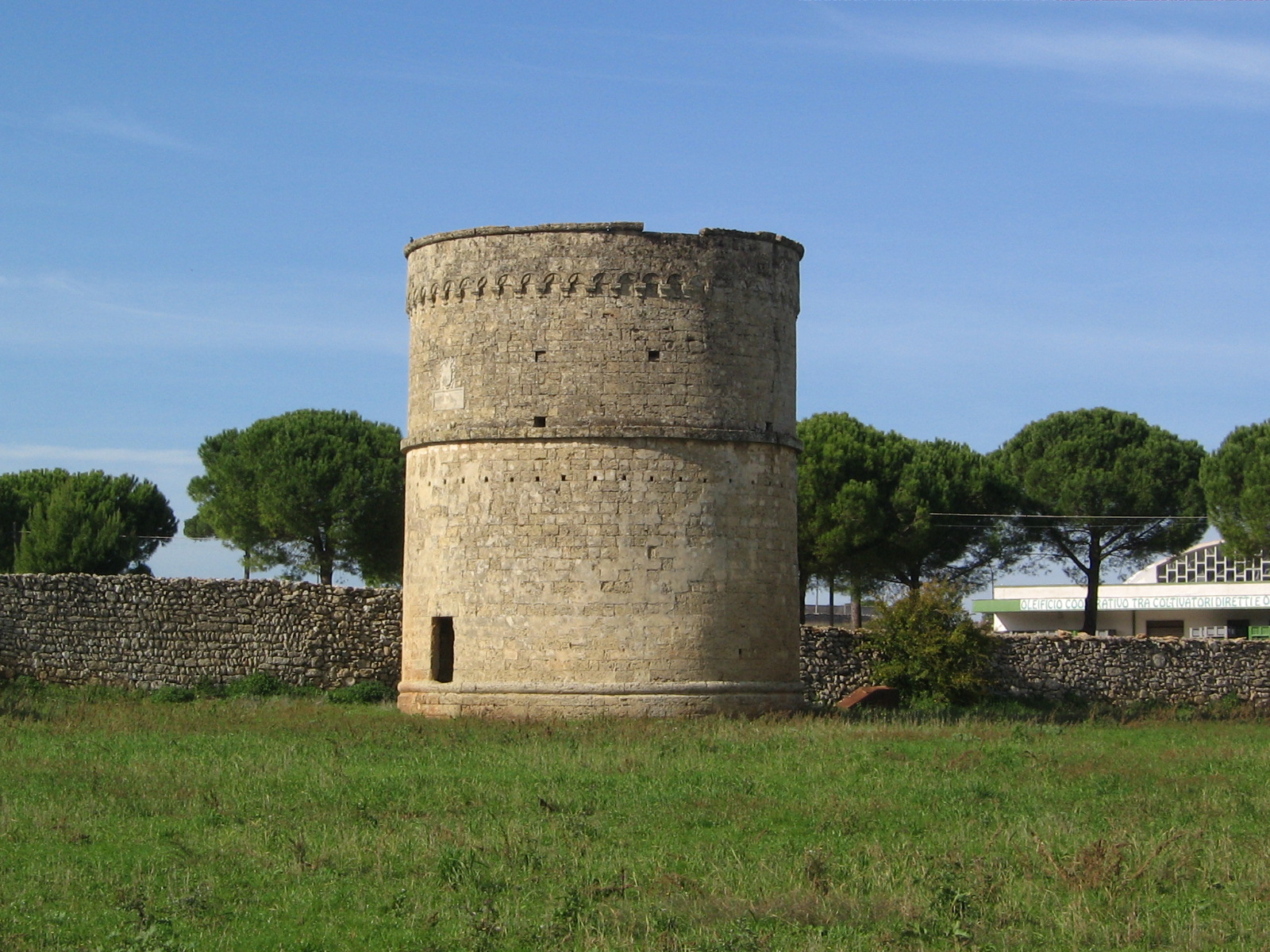
Torre colombaia nella masseria di Celsorizzo di Acquarica del Capo

Una forma molto antica di sito artificiale per la nidificazione è quella offerta dalle colombare, costruzioni attestate da epoche molto remote e realizzate in varie forme architettoniche, spesso molto riconoscibili nel paesaggio agricolo, quali corpi di fabbrica a sé stanti, o quali annessi di abitazioni, come torri, soffitte, o superfetazioni architettoniche appositamente adibite allo scopo.
Le finalità a cui questi manufatti architettonici erano asserviti riguardavano sostanzialmente l'approvvigionamento di proteine da introdurre nella dieta, grazie alla carne ottenuta dai volatili.
In altri casi, le colombare assolvevano alla funzione di fornire ospitalità ai piccioni viaggiatori.
L'utilizzo delle colombaie, limitatamente agli usi alimentari, sarebbe declinato a partire dal Settecento, quando la disponibilità di tuberi e le coltivazioni foraggifere a trifoglio resero più facile l'allevamento invernale di bestiame e meno impellente il ricorso ai volatili quali fornitori delle componenti proteiche della dieta.